# 온도조절기

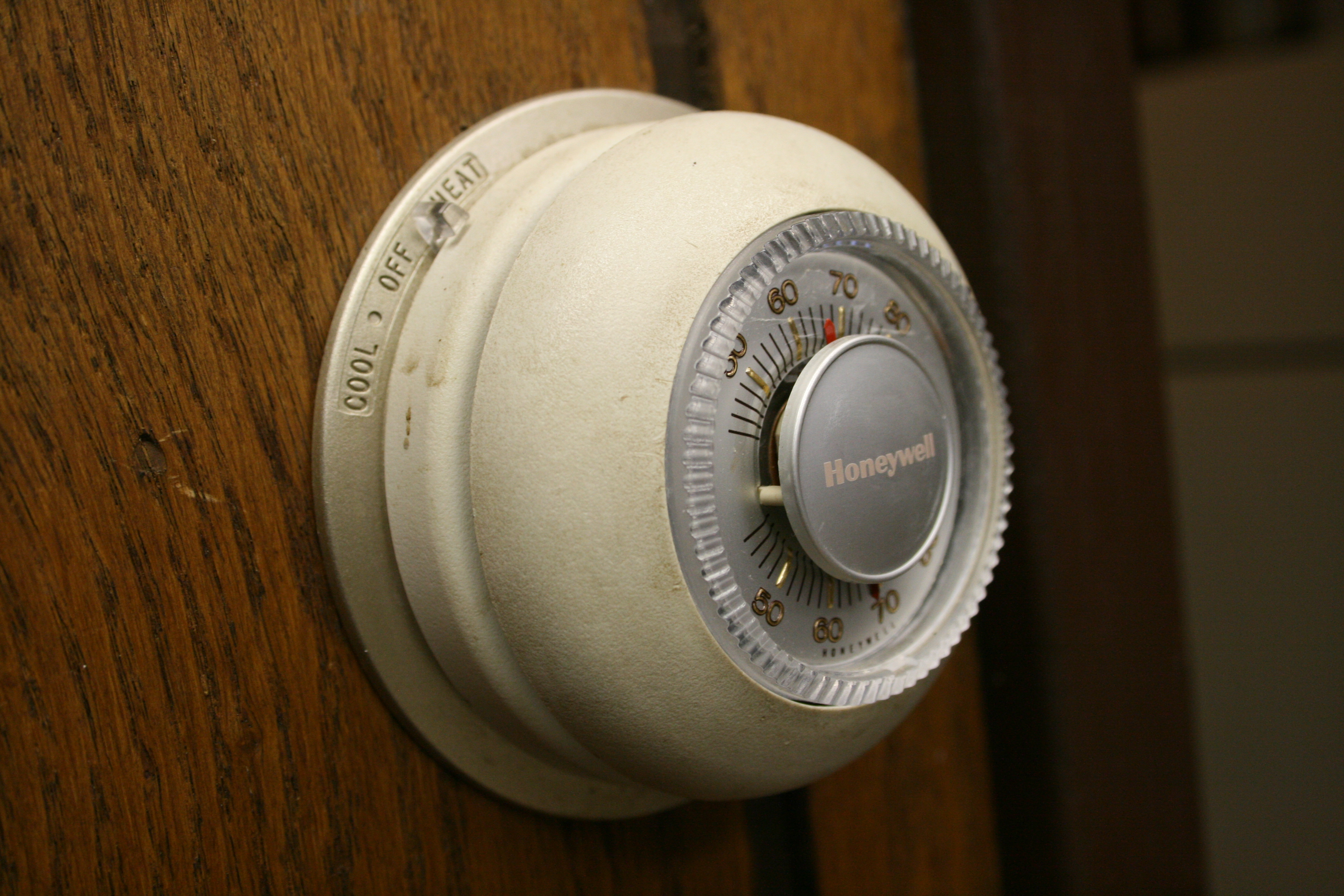

온도조절기(溫度調節器) 또는 서모스탯(thermostat)은 온도를 조절하기 위한 장치이며, 시스템의 온도를 설정된 온도 부근으로 유지하는 기능을 가진다. 물리적 시스템의 온도를 감지하고 시스템의 온도가 원하는 설정값 근처에서 유지되도록 온도를 제어하는 부품이다.
온도 조절기는 설정 온도로 가열하거나 냉각하는 모든 장치 또는 시스템에 사용된다. 예를 들어 건물 난방, 중앙 난방, 에어컨, HVAC 시스템, 온수기, 오븐, 냉장고, 의료 및 과학 인큐베이터를 포함한 주방 장비가 있다. 자동차의 냉각시스템 중 하나인 라디에이터에도 수온조절기가 있다. 과학 문헌에서 이러한 장치는 온도 조절식 부하(TCL)로 광범위하게 분류되는 경우가 많다. 온도 조절식으로 제어되는 부하는 미국 전체 전기 수요의 약 50%를 차지한다. 온도 조절기는 원하는 온도와 측정된 온도 사이의 오류를 줄이기 위해 "폐쇄 루프" 제어 장치로 작동한다. 때때로 온도 조절기는 자동차 온도 조절기와 같은 제어 시스템의 감지 및 제어 동작 요소를 모두 결합한다.